# Alberto Cosme do Amaral
Alberto Cosme do Amaral (Touro, Vila Nova de Paiva, Viseu, 12 de octubre de 1916-Freguesia de Leiría, Leiría, 7 de octubre de 2005) fue un obispo católico portugués. Obispo de Leiría-Fátima (1972-1993).

## Biografía
Fue ordenado Sacerdote el 13 de agosto de 1939, incardinándose en la Diócesis de Lamego.
El 8 de julio de 1964 fue nombrado obispo auxiliar de Oporto y obispo titular de Tagaria. Fue ordenado obispo el 23 de agosto de 1964 por D. Florentino de Andrade e Silva, entonces obispo auxiliar de Oporto y futuro obispo del Algarve. Posteriormente, en 1969, fue nombrado obispo auxiliar de Coimbra.
Participó como Padre Conciliar en las Sesiones III y IV del Concilio Vaticano II.En el otoño de 1964, en Roma, conoció a Josemaría Escrivá.
El 1 de julio de 1972 fue nombrado obispo de Leiria. El 13 de mayo de 1984, fue el primer obispo de la nueva diócesis de Leiría-Fátima. Renunció al cargo episcopal, por límites de edad, el 2 de febrero de 1993.
D. Alberto Cosme do Amaral falleció el 7 de octubre, a las 19 horas, en el Hospital de San André (Leiria), a la edad de 88 años.